# Parsa Jafari
Parsa Jafari (Teherán, 22 de enero de 1997) es un DJ y productor de música electrónica Techno y Hard Techno con residencia en Madrid, España.
Reconocido en el ámbito del hardcore techno y Schranz junto con otros artistas de su género como Deborah de Luca, ha sido parte de la escena underground europea y ha actuado en clubs como Fabrik Madrid.

## Biografía
Comenzó a actuar en fiestas ilegales de su país de origen, Irán; y ya en españa pasó a la escena madrileña, logrando una residencia en Fabrik Madrid, afianzando su nombre dentro del circuito del hardcore techno.
Sus influencias se centran en los sonidos industriales y minimalistas, con una marcada predilección por el ritmo rápido y contundente del Schranz, un subgénero del techno.

## Discografía
- Love Future Ep 'Spaceship, FutureModel' con Hypnum, Portal Atemporal, 2020.
- Past Reflection - sencillo - 2021.
- 'Second Dimension' - sencillo - 2022 .
- Jigh - sencillo - 2022.
- Kharash Ep 'Kharash, Constante' [PARSA JAFARI], 2022.
- AK 25  - Sencillo - [PARSA JAFARI], 2022.
- Old School Ep 'Old School' con Dusty Tech, [The Acid Mind Recordings]
- Paranois  - sencillo - [PARSA JAFARI/Kraken Distribucion], 2022.
- Surafil Ep 'Surafil, Arazel' con Dusty Tech, [The Acid Mind Recordings], 2023.
- Turbulence Ep 'Turbulence, Desolate' con Dok & Martin, [Union Three], 2023.

## Premios y nominaciones
| Año  | Trabajo nominado      | Premio    | Categoría               | Resultado |
| ---- | --------------------- | --------- | ----------------------- | --------- |
| 2021 | Desolate & Turbulence | Peak time | Mejor canción de Techno | Nominado  |